# ویلیام دی. کمبل

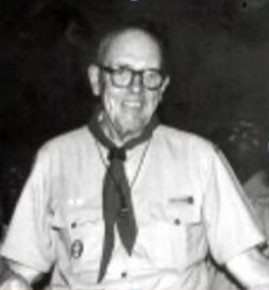
ویلیام دورانت کمبل

ویلیام دورانت کمبل (انگلیسی: William D. Campbell؛ ‏ تلفظ: ‎/ˈkæmbəl/‎) از پیشکسوتان برجسته پیش‌آهنگی جهان، فرزند زاده ویلیام دی دورانت، بنیانگذار شرکت جنرال موتورز، در ایالت میشیگان آمریکا دیده به جهان گشود.

## زندگی‌نامه
ویلیام در سال ۱۹۲۹ از دانشگاه پرینستون پایان‌نامه تحصیلی دریافت کرد و ابتدا به شغل بانکداری پرداخت و پس از چند سال در موزه تاریخ طبیعی آمریکا مشغول به کار شد و تا پایان دهه ۱۹۳۰ شش بار به سفرهای تحقیقاتی در سرزمین‌های بکر آفریقایی رفت و درجنگ دوم جهانی هم در ارتش آمریکا در سمت فرماندهی یک واحد آتشبار خدمت کرد. در ضمن سفرهای آفریقایی خود به این نکته پی برد که پیشاهنگی می‌تواند کمک زیادی به رشد فکری جوانان جوامع عقب مانده و مهارت آموزی به آنان داشته باشد و از این رو سال‌ها بعد با صرف وقت و ثروت شخصی کمک زیادی به توسعه پیش‌آهنگی در کشورهای جهان سوم کرد.
- ویلیام کمبل در دوران تحصیل در دبیرستان به جرگه پیش‌آهنگی پیوست و درجات تعلیماتی مختلف را گذراند و سرانجام موفق به کسب نشان ممتاز پیش‌آهنگ عقاب (Eagel Scout) شد. او در دهه ۱۹۵۰در حالی که در تشکیلات اداری سازمان پیش‌آهنگی آمریکا در سمت ریاست امور بین‌المللی فعالیت می‌کرد، هم‌زمان در نقش عضو هیئت امنای چند مؤسسه خیریه و بیمارستان و کلیسا به خدمات اجتماعی خود ادامه می‌داد.
- در دهه ۱۹۶۰ در تشکیلات جهانی پیش‌آهنگی مشغول به کار شد واز سال ۱۹۶۱ تا۱۹۷۷ به عنوان رئیس بنیاد جهانی پیش‌آهنگی (World Scout Foundation) که خود آن را ایجاد کرده بود به گسترش پیش‌آهنگی در جهان ادامه داد.[۴]

کمبل به پاس خدماتی که در پیش‌آهنگی جهان داشت به کسب نشان ارزشمند برنز ولف که بالاترین نشان جهان پیش‌آهنگی است نایل شد و علاوه بر آن بالاترین نشان‌های پیش‌آهنگی در هفت کشور جهان و از جمله ایران را دریافت کرد.
ویلیام کمبل در نخستین سفری که در اوایل سال ۱۳۵۰ به ایران داشت و در بازدیدی که از اردوگاه پیش‌آهنگی منظریه به عمل آورد، تحت تأثیر اقدامات عمرانی که حسین بنایی در آن اردوگاه به عمل آورده بود، آمادگی خود را برای پرداخت هزینه ایجاد درمانگاه مجهزی در منظریه را اعلام کرد. به توصیه دکتر بنایی محل ساخت آن درمانگاه را در جنوبی‌ترین منطقه اردوگاه و مشرف بر خیابان انتخاب کردند تا علاوه بر رفع نیازهای اردوگاه، مردم محل و شهروندان عادی هم بتوانند به سهولت از خدمات آن برخوردار شوند. کمبل در جریان ساخت و تجهیز درمانگاه نیز چند بار به ایران سفر کرد و از مراحل ساخت درمانگاه بازدید به عمل آورد.
درمانگاه مزبور تا مدتی بعد از انقلاب اسلامی ایران هم تابلوی «درمانگاه کمبل» را بر سر در ورودی خود داشت و چندی بعد به علت افزایش جمعیت و ازدیاد رفت‌وآمد به منطقه، درمانگاه مزبور توسعه یافت و به نام‌های «بیمارستان فرهنگیان» و «بیمارستان شهید باهنر» به خدمت رسانی به اهالی منطقه و فرهنگیان ادامه داد.